# Bárna
Bárna is een plaats (község) en gemeente in het Hongaarse comitaat Nógrád. Bárna telt 1144 inwoners (2001).